# Äsjön
Äsjön är en sjö i Älvdalens kommun i Dalarna och ingår i Dalälvens huvudavrinningsområde. Sjön är 5 meter djup, har en yta på 1,01 kvadratkilometer och befinner sig 441 meter över havet. Sjön avvattnas av vattendraget Äsjöån.

## Delavrinningsområde
Äsjön ingår i det delavrinningsområde (680447-136633) som SMHI kallar för Utloppet av Äsjön. Medelhöjden är 450 meter över havet och ytan är 14,8 kvadratkilometer. Det finns inga avrinningsområden uppströms utan avrinningsområdet är högsta punkten. Äsjöån som avvattnar avrinningsområdet har biflödesordning 4, vilket innebär att vattnet flödar genom totalt 4 vattendrag innan det når havet efter 482 kilometer. Avrinningsområdet består mestadels av skog (26 procent) och sankmarker (54 procent). Avrinningsområdet har 1,48 kvadratkilometer vattenytor vilket ger det en sjöprocent på 10 procent.